# Arrondissement de la Lande
L'arrondissement de la Lande (Heidekreis en allemand ; anciennement : arrondissement de Soltau-Fallingbostel) est un arrondissement (Landkreis en allemand) de Basse-Saxe (Allemagne). Il est situé dans un triangle situé entre les villes de Hambourg, Brême et Hanovre, au cœur de la région boisée de la lande de Lunebourg. Son chef-lieu est Bad Fallingbostel.

## Histoire
Historiquement le territoire de l'arrondissement appartenait au duché de Brunswick-Lunebourg et aux États successeurs. L'arrondissement a été créé en 1977 par la fusion des arrondissements de Fallingbostel et Soltau et a été rebaptisé de Soltau-Fallingbostel en Heidekreis en 2011.

### Blason
| Blason | Le blason est composé de : - dans la partie haute du lion du blason du duché de Brunswick-Lunebourg; - dans la partie basse du monument mégalithique des dolmens de "Sieben Steinhäuser" |

## Économie
Le tourisme est une source important dans l'économie, notamment les nombreux parcs d'attractions, comme Heide-Park à Soltau, Serengeti-Park à Hodenhagen et Weltvogelpark Walsrode à Walsrode.
D'autres facteurs importants d'économie sont les nombreux bases militaires de la Bundeswehr (armée allemande) et des Forces britanniques en Allemagne ainsi que l'agriculture.
Une des plus grandes usines de l’arrondissement, Dow Wolff Cellulosics, se situe à Walsrode.

## Transports
L'arrondissement de la Lande est très bien desservi par des autoroutes (A7 et A27) ainsi que des lignes des chemins de fer allemands Deutsche Bundesbahn suivantes : 
- Ligne Heidebahn : Hambourg - Buchholz in der Nordheide - Soltau - Schwarmstedt - Hanovre
- Amerikalinie ou « ligne Amérique » : Brême - Visselhövede - Soltau - Munster - Uelzen - Magdeburg.

## Villes, communes & communautés d'administration
(nombre d'habitants en 2006)
Communes (Gemeinde)

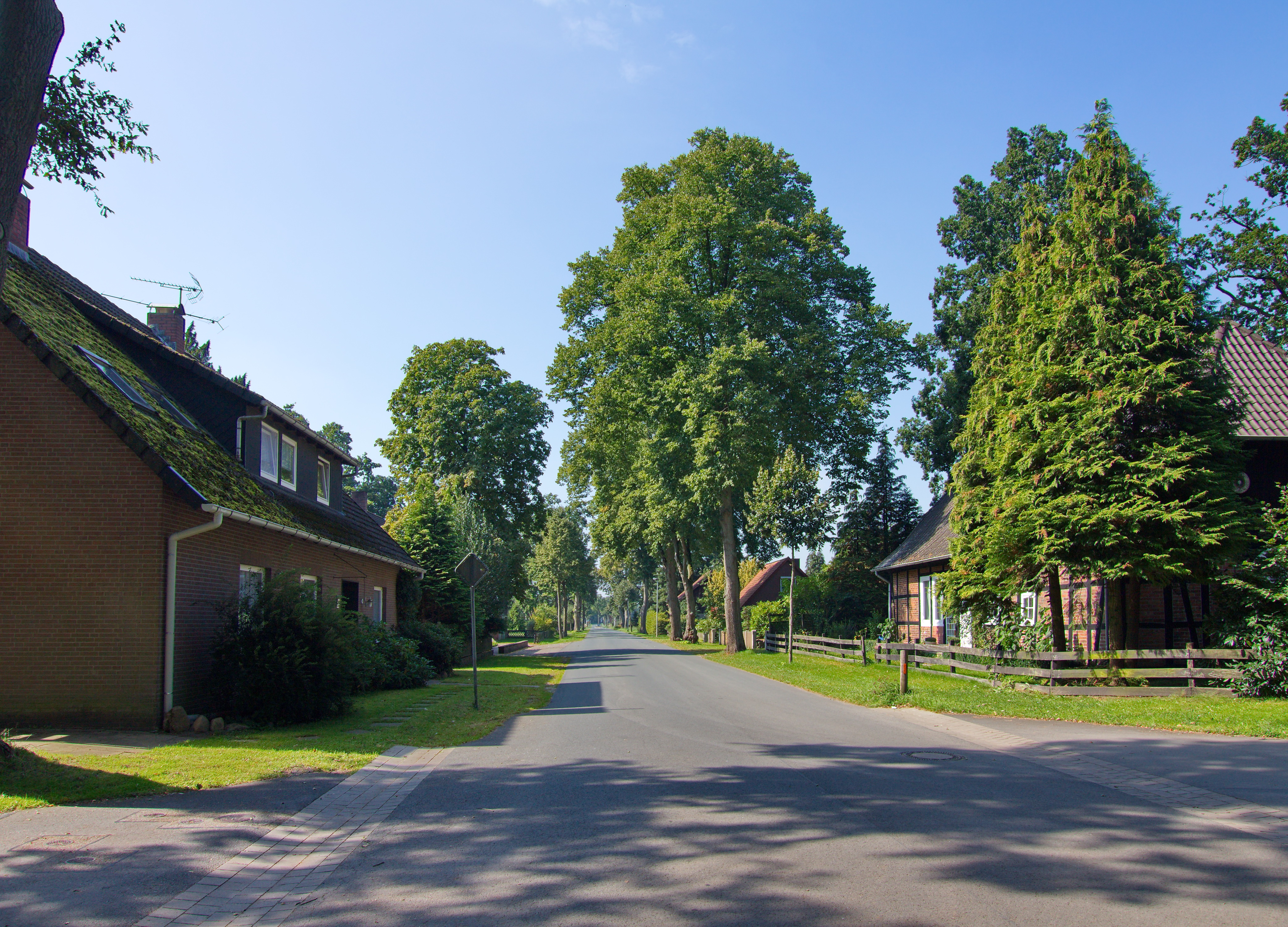
Quartier de Bockhorn à Walsrode.

| 1. Bad Fallingbostel, ville (11 756) 2. Bispingen (6 252) 3. Bomlitz (7 139) 4. Munster, ville (17 113) 5. Neuenkirchen (5 747) | 1. Schneverdingen, ville (19 105) 2. Soltau, ville (22 010) 3. Walsrode, ville (24 398) 4. Wietzendorf (4 078) |

Communautés de communes (Samtgemeinde) avec leurs communes membres
* Siège de la communauté de communes
| - 1. Samtgemeinde Ahlden (7 045) 1. Ahlden (Aller), Flecken (1 541) 2. Eickeloh (793) 3. Grethem (673) 4. Hademstorf (886) 5. Hodenhagen * (3 152) - 2. Samtgemeinde Rethem/Aller (4 826) 1. Böhme (953) 2. Frankenfeld (567) 3. Häuslingen (885) 4. Rethem (Aller), ville * (2 421) | - 3. Samtgemeinde Schwarmstedt (12 106) 1. Buchholz (Aller) (2 058) 2. Essel (1 103) 3. Gilten (1 158) 4. Lindwedel (2 495) 5. Schwarmstedt * (5 292) |

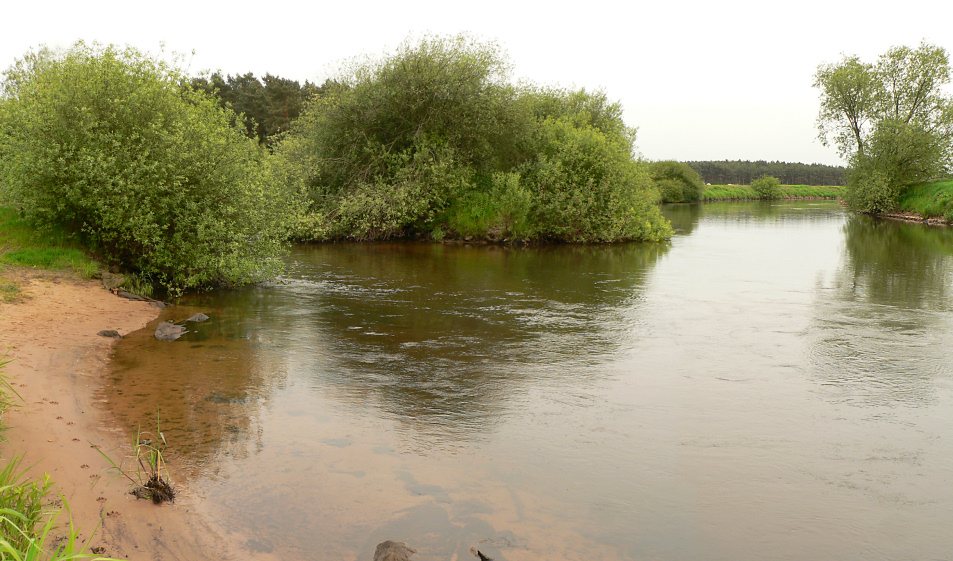
Örzte et Aller

## Principaux fleuves et rivières
Aller, Örtze, Soltau, Leine, Grindau, Böhme, Bomlitz, Warnau, Fulde, Wümme, Wiedau, Luhe, Wietze (Örtze).

## Religion

### Église protestante-luthérienne
La plupart des habitants de la région sont de confession luthérienne et appartiennent à l'Église protestante luthérienne de Hanovre.

### Église catholique
Les églises catholiques font partie du diocèse de Hildesheim.

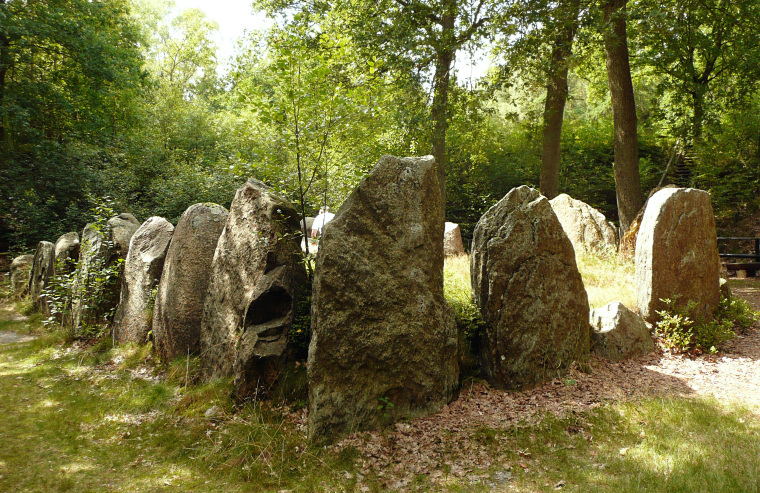
Les Dolmen des « sept maisons de pierre » - Sieben Steinhäuser

## Sites historiques et archéologiques
- Les dolmens mégalithiques de Sieben Steinhäuser se trouvent près de Walsrode
- Le château d'Ahlden de 1549

## Liens externes

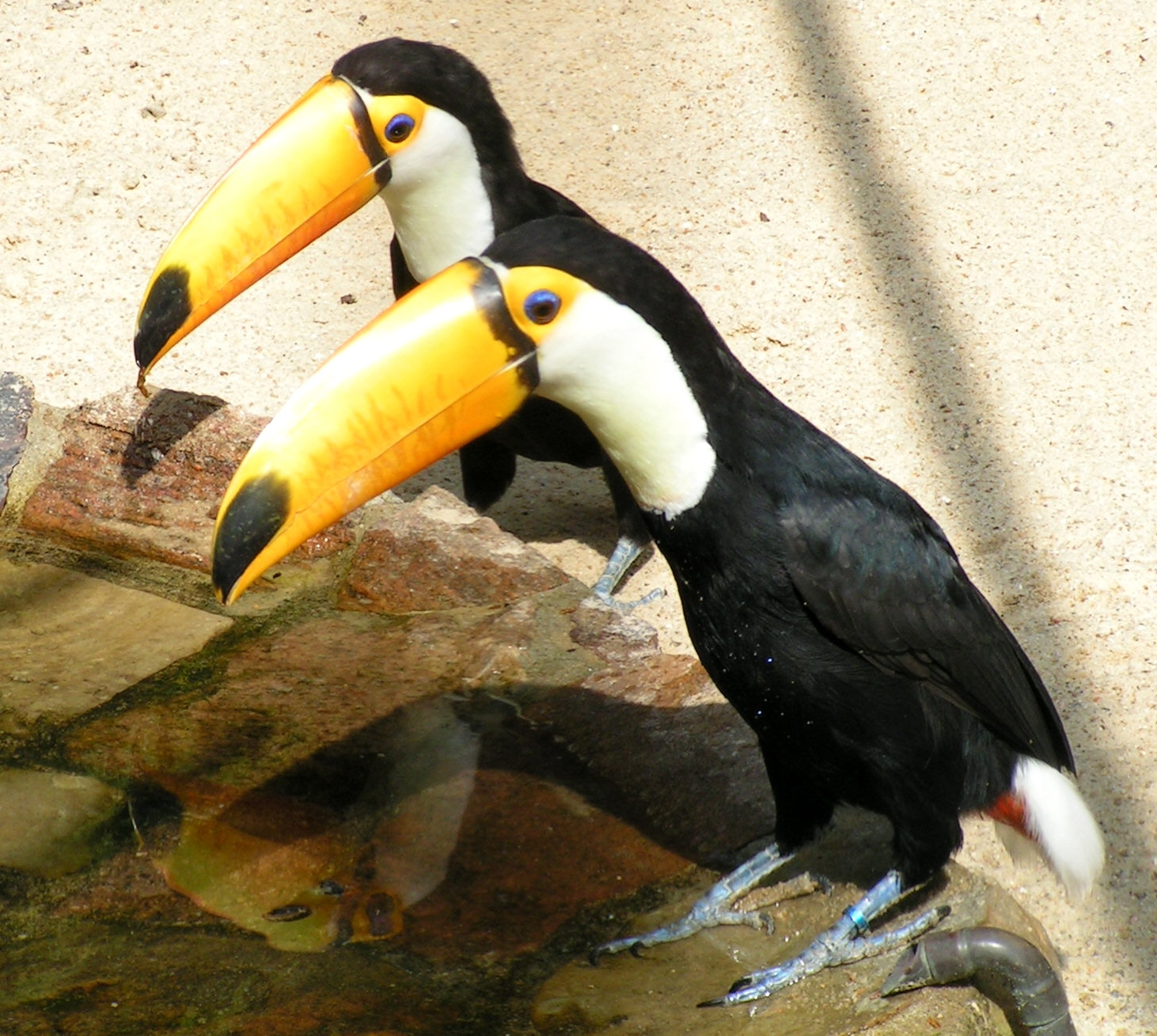
Toucans, emblème du parc ornithologique de Walsrode.